# Leptochilus oculatus
Leptochilus oculatus är en stekelart som beskrevs av Parker 1966. Leptochilus oculatus ingår i släktet Leptochilus och familjen Eumenidae. Inga underarter finns listade i Catalogue of Life.